# Winiczani
Winiczani (mac. Виничани) – wieś w Macedonii Północnej, w gminie Gradsko. Miejscowość liczy 640 mieszkańców.